# Carlos Xavier de Bourbon-Parma
Carlos Xavier Bernardo Sixto Maria (em neerlandês: Carlos Xavier Bernardo Sixto Marie de Bourbon de Parme; Nimega, 27 de janeiro de 1970) é o atual duque titular de Parma e Placência como Carlos V, desde 18 de agosto de 2010. Também é reconhecido pela maioria dos carlistas como herdeiro ao trono espanhol com Carlos Javier II. Ele igualmente faz aparições públicas como membro da família real holandesa.

## Biografia

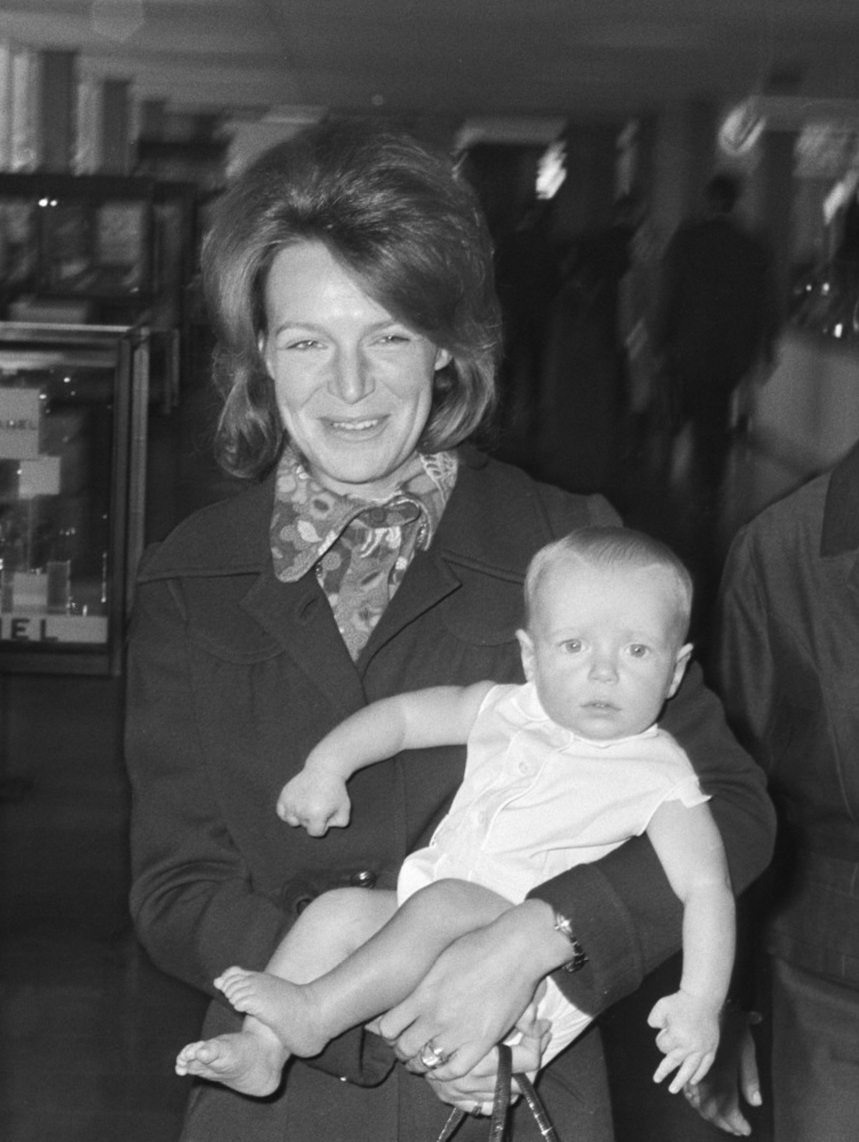
Príncipe Carlos com mãe Princesa Irene.

Viveu a maior parte de sua juventude no Reino Unido e França, mas aos 11 anos, após o divórcio de seus pais, foi viver no Palácio Soestdijk, em Baarn, com seus avós maternos, a rainha Juliana dos Países Baixos e o príncipe Bernardo de Lippe-Biesterfeld.
O príncipe Carlos estudou ciência política na Universidade Wesleyan em Connecticut e demografia e filosofia no Trinity Hall (Cambridge), na Inglaterra; em 1995, obteve um diploma de pós-graduação (MPhil) em Demografia na Universidade de Cambridge. Ele é fluente em espanhol, holandês, francês, italiano e inglês.
Mais tarde foi para os Estados Unidos da América estudar ciência política e tornou-se consultor financeiro para várias empresas.
Está igualmente envolvido numa organização sem fins lucrativos, a Fundação Instituto Holandês para a Inovação e Sustentabilidade.

## Atribuições reais
Carlos às vezes está presente em ocasiões de representação sobre a casa real dos Países Baixos. Em 2003, ele esteve envolvido, juntamente com sua tia Beatriz dos Países Baixos, enquanto rainha, na inauguração do Príncipe Claus Leerstoel. Este é um cargo de professor em homenagem a Claus, Príncipe Consorte dos Países Baixos, o falecido consorte e marido de Beatriz.
Durante eventos especiais da casa real, ele está regularmente presente. Por exemplo, ele foi um dos organizadores da festa de casamento do príncipe Constantino e de Laurentina.

## Casamento e descendência

### Filho ilegítimo
Carlos Xavier tem um primeiro filho, Carlos Hugo Roderik Sybren Klynstra, nascido de sua relação com Brigitte Klynstra em 1997. Uma ordem judicial de 1999, emitida por Brigitte, determinou sua paternidade. Por ser filho ilegítimo, ele não nasceu príncipe. Seu pai disse à mídia holandesa que o nascimento de Hugo foi "o desejo de sua mãe" e uma "decisão independente", negando ao filho quaisquer direitos familiares.
Em dezembro de 2015, Carlos Klynstra, ao completar 18 anos, iniciou o processo legal para tentar mudar seu sobrenome para o de seu pai biológico, o que também lhe permitiria usar o título de "Príncipe". O Duque de Parma opôs-se a isso, alegando que isso violava as tradições da Casa de Bourbon-Parma. Em 9 de março de 2016, o Ministro da Segurança e Justiça declarou seu pedido de sobrenome válido. Mais tarde naquele ano, um tribunal em Haia concordou com o ministro ao declarar a reivindicação válida sob a lei holandesa.
De acordo com a sentença, Carlos Hugo terá o direito de ser conhecido como "Zijne Koninklijke Hoogheid Carlos Hugo Roderik Sybren prins de Bourbon de Parme" (Sua Alteza Real o Príncipe Carlos Hugo Roderik Sybren de Bourbon-Parma). De acordo com o comunicado de imprensa do Conselho de Estado de 28 de fevereiro de 2018, a mudança de nome não significa que Klynstra agora também seja membro da Casa Real de Bourbon-Parma. Essa é uma questão privada da própria Casa e está fora da jurisdição da Lei da Nobreza Holandesa.

### Casamento com Annemarie Gualthérie van Weezel
Em 7 de outubro de 2009 foi anunciado através do secretário particular de sua mãe que o príncipe Carlos se casaria com Annemarie van Cecilia Gualthérie Weezel. O casamento civil ocorreu no dia 12 de junho de 2010, em Wijk bij Duurstede. O casamento na igreja era para ter ocorrido no Abadia de Cambre La, em Ixelles em 28 de agosto, mas foi adiada devido à doença de seu pai.
Annemarie, nascida em Haia, 18 de dezembro de 1977, é a filha de Johan (Hans) Stephan Leonard Gualthérie van Weezel e Ank de Visser. Seu pai era um membro da Câmara dos Representantes dos Países Baixos pelo Partido Democrata-Cristão, membro do Conselho Europeu em Estrasburgo, e o embaixador holandês em Luxemburgo. O avô paterno de Gualthérie van Weezel é Jan van Hans Gualthérie Weezel, que era o chefe da polícia de Haia e membro da resistência holandesa, durante a Segunda Guerra Mundial. Annemarie foi para a escola secundária em Estrasburgo e obteve um grau Master of Laws na Universidade de Utrecht. Posteriormente, ela concluiu um estudo de pós-graduação em rádio-televisão e jornalismo na Universidade de Groningen. Gualthérie van Weezel trabalha como jornalista parlamentar em Haia e Bruxelas para o canal público holandês NOS. Em Bruxelas, ela conheceu Carlos.
Em 2 de agosto de 2010, foi revelado que a saúde de seu pai, o duque de Parma, estava rapidamente se deteriorando devido ao câncer. Como consequência, o casamento religioso do príncipe Carlos foi adiado. Em um anúncio sobre o estado de sua saúde, o duque confirmou Carlos como o próximo chefe da casa de Bourbon-Parma. Pouco antes de sua morte, o duque de Parma criou para Annemarie o título de Condessa de Molina na sua qualidade de soberano titular carlista da Espanha.
Já como novo duque de Parma, Carlos Xavier e Annemarie se casaram em 20 de novembro de 2010, na Abadia de La Cambre em Bruxelas. Eles têm três filhos:
- Luísa Irene Constança Ana Maria de Bourbon-Parma (nascido em 09 de maio de 2012). Em setembro de 2017, Don Carlos a nomeou como Marquesa de Castell'Arquato.[14]
- Cecília Maria Joana Beatriz de Bourbon-Parma (nascido em 17 de outubro de 2013). Em setembro de 2017, Don Carlos a nomeou como Condessa de Berceto.[14]
- Carlos Enrique Leonardo de Bourbon-Parma (nascido em 24 de abril de 2016). Em seu batismo, Don Carlos conferiu ao seu filho o título de Príncipe de Piacenza, que é o título tradicional atribuído ao Príncipe Herdeiro da Casa de Bourbon-Parma, o continuador da dinastia e futuro Duque de Parma e Piacenza.[15]

Luísa foi batizada em Parma pelo bispo de Parma Enrico Solmi, em 29 de setembro de 2012, enquanto a princesa Cecília foi batizada em Placência em 5 de abril de 2014.

## Títulos
- 27 de julho de 1970 — 2 de setembro de 1996: Sua alteza real o príncipe Carlos de Bourbon-Parma
- 2 de setembro de 1996 — 28 de setembro de 2003: Sua alteza real o príncipe de Piacenza
- 28 de setembro de 2003 — 18 de agosto de 2010: Sua alteza real o príncipe de Piacenza, Duque de Madri
- 18 de agosto de 2010 — presente: Sua alteza real o Duque de Parma, Piacenza e de Guastella, Duque de Madrid, Duque de São Jaime

Quando Carlos era um príncipe ducal, seu pai concedeu-lhe o título substantivo Principe di Piacenza ("Príncipe de Placência") em 2 de setembro de 1996, bem mais tarde, o título carlista Duque de Madrid em 28 de setembro de 2003. O título a respeito de Madrid, bem como o título de Placência foram outorgadas a ele por seu pai em sua capacidade titular como Duque de Parma e pretendente carlista ao título de Rei de Espanha.
Em 1996, no entanto, Carlos foi incorporado à nobreza holandesa pela rainha Beatriz, com o mais alto título de nobreza, Prins de Bourbon de Parma ("Príncipe de Bourbon-Parma") e com estilo Zijne Koninklijke Hoogheid ("Sua Alteza Real"). Ele não pertence à casa de Orange-Nassau ou a limitada família real holandesa, mas como um neto da rainha Juliana dos Países Baixos e sobrinho de Beatriz e primo do atual rei Guilherme Alexandre, ele é um membro da geração mais extensa da família real holandesa.
Com a morte de seu pai, Carlos tornou-se titular duque de Parma e Placência como chefe da Casa de Bourbon-Parma. Igualmente tornou-se grão-mestre do ramo de Parma da Sagrada Ordem Militar Constantiniana de São Jorge (Sacro Angelico Imperiale Ordine Costantiniano di San Giorgio). Ainda é grão-mestre da Real Ordem da Legitimidade Proscrita, da Ordem de São Luís do Mérito Civil e da Ordem de São Jorge do Mérito Militar. Ele também é Cavaleiro de Honra e Devoção da Ordem de Malta.